# Hidrografski zavod u Puli
Hidrografski zavod u Puli (službeni naziv Hidrografski zavod C. i kr. ratne mornarice, njem. Hydrographisches Amt der k. u. k. Kriegsmarine), hidrografska ustanova Austrougarske ratne mornarice osnovana u Puli 1869. godine.

## Povijest
Razvojem Austrougarske ratne mornarice uočena je potreba za kvalitetnom ustanovom koja će skrbiti o znanstvenom napretku na polju hidrologije i meteorologije što su bili primarni mornarički interesi. Stoga je Austrougarska ratna mornarica osnovala 1860. godine u Trstu prvu hidrografsku ustanovu na Jadranu. Ubrzo je ova ustanova osnovala svoje spremišne podružnice u drugim obalnim gradovima, pa tako i u Puli 1863. godine. To je bio početak organizirane hidrološke službe u Puli koja već sljedeće godine započinje meteorološka promatranja, a uskoro dobiva i astronomsku promatračnicu. Tršćanska ustanova zatvorena je 1866. godine, a sva je oprema preseljena u Pulu. Time je Spremišna podružnica postala Hidrografsko spremište (njem. Hydrographisches Depot). Hidrografsko spremište je nakon nekoliko godina preraslo u Hidrografski zavod koji je osnovan 10. rujna 1869. prihvaćanjem statuta u Puli. Statutom je propisano da će biti sastavljen od četiriju odjela: Zvjezdarnice s astronomskim, meteorološkim, geomagnetskim i plimnim opservatorijem, Spremišta nautičkih instrumenata s mehaničkom radionicom, Spremišta pomorskih karata i Mornaričke knjižnice. Hidrografski zavod počeo je djelovati u novoj zgradi otvorenoj na Monte Zaru od 20. lipnja 1871. godine. Pri kraju 19. stoljeća utemeljen je i odjel za geofiziku.
Raspadom Monarhije i talijanskim vojnim zaposjedanjem Pule 5. studenoga 1918. prestaje djelatnost Zavoda. Talijanska mornarica preuzela je Zavod te je velik dio opreme odnesen u Italiju. Zgrada Zavoda uništena je 1944. u anglo-američkim zračnim napadima, a sačuvana je samo jedna, sjeverna kupola zvjezdarnice.

## Znanstvena postignuća
Najplodniji dio Hidrografskoga zavoda u znanstveno-istraživačkim rezultatima bila je zvjezdarnica, posebice u razdoblju 1874. – 1880. kad je njome ravnao Johann Palisa koji je otkrio 28 planetoida. Na osnovi novoga premjera Jadranskoga mora obavljenog između 1866. i 1872. godine, koji je vodio Hidrografski zavod u Puli, izrađene su u Beču 1870. – 1874. pomorske karte Jadrana. Godine 1892. Zavod je objavio peljar Jadrana, a 1889. i 1890. izvršena su geomagnetska mjerenja Jadrana. Od presudne važnosti za plovidbu bile su dnevne vremenske prognostičke karte koje je meteorološki opservatorij započeo izrađivati 1874. godine.

## Izdavačka djelatnost
Osim spomenutih pomorskih karata, peljara Jadrana i dnevnih vremenskih prognostičkih karata, Hidrografski zavod objavljivao je od 1873. godine Oglašavanja za pomorce i Hidrografske vijesti. Obje publikacije od 1893. godine izlazile su pod naslovom Oglašavanja za pomorce (njem. Kundmachungen für Seefahrer), koji je bio prilog mjesečnika Priopćenja s područja pomorstva. U razdoblju 1873. – 1915. ukupno su objavljena 42 sveska. Do 1918. godine kada je prestao s radom Zavod je objavio više od stotinu znanstvenih i stručnih knjiga, godišnjaka i časopisa. Među njima je bio i Godišnjak meteoroloških i zemljomagnetskih promatranja, 1897. – 1916./1917., s objavljenim 21 sveskom. 

## Više informacija
- Mornarička zvjezdarnica u Puli
- Austrougarska ratna mornarica

## Vanjske poveznice
- Hidrografski zavod u Puli Hrvatska tehnička enciklopedija, portal hrvatske tehničke baštine. LZMK